# Tatar böreği
Tatar böreği (börek tàtar), és un plat de la gastronomia turca que consisteix en parcel·les de massa normalment tallades en forma de triangle. És un aliment comú a moltes regions interiors de Turquia, en ciutats com Eskişehir i Gaziantep.
Els dumplings solen estar coberts amb iogurt i farcits de carn picada, all i julivert. A Xipre del Nord, es serveixen tradicionalment amb formatge halloumi ratllat i menta.
El juny de 2018, el president turc Recep Tayyip Erdoğan va declarar que li agradaria servir aquest plat en una sèrie de cafès que preveia crear arreu de Turquia, si aconseguia mantenir-se com a president després de les eleccions presidencials de juny de 2018.